# ТЕС Кості
13°7′42.6″ пн. ш. 32°41′44.1″ сх. д. / 13.128500° пн. ш. 32.695583° сх. д.
ТЕС Кості — теплова електростанція в Судані, розташована за 270 км на південь від його столиці Хартума. На момент введення стала найпотужнішою ТЕС країни.
Якщо раніше головні теплові електростанції країни розміщували в районі столиці (Хартум-Північ, Гаррі 1-2, Гаррі 4), то для ТЕС Кості обрали площадку за 100 км північніше від кордону з Південним Суданом, з якого повинна постачатись необхідна для роботи станції нафта.
Вартість проекту становила 457 млн доларів США, а основне фінансування в розмірі 350 млн забезпечили через позику Експортно-імпортного банку Індії. Генеральним підрядником проекту виступила індійська корпорація BHEL, яка також є постачальником основного обладнання, включно з чотирма паровими турбінами потужністю по 125 МВт.
Забір води для охолодження відбувається по каналу, прокладеному від Білого Нілу (станція розташована на лівобережжі останнього).
Видача продукції відбувається по ЛЕП, що працює під напругою 220 кВ.